# Mosquiter camaclar
El mosquiter camaclar (Phylloscopus tenellipes) és una espècie d'ocell de la família dels fil·loscòpids (Phylloscopidae). Es troba a l'est asiàtic. Nidifica Manxúria, el sud-est de Sibèria Oriental i Corea del Nord, i es desplaça al sud per passar l'hivern al sud-est asiàtic. Els seus hàbitats principals són els boscos temperats, els manglars i els i matollars secs tropicals i subtropicals. El seu estat de conservació es considera de risc mínim.